# Секс, брехня і відео
«Секс брехня і відео» (англ. Sex, Lies, and Videotape) — американський художній фільм, психологічна драма режисера Стівена Содерберга, що оповідає про взаємини жінки, котра розчарувалася у своєму сімейному житті, і чоловіка, зневіреного знайти щастя в любові. Стрічка є однією з найважливіших для незалежного кінематографа США. У 2006 році картина була включена до Національного реєстру фільмів США.

## Сюжет
Джон вважав своє життя цілком благополучним. Він мав добру славу у своїй юридичній фірмі, мав красуню дружину Енн і коханку Синтію, яка припадала Енн молодшою сестрою. Цю ідилію геть зруйнував приїзд його університетського товариша Грема, що здався Енн і Джону трохи дивним.
Опинившись в барі з Енн, Грем зізнався їй, що нині є імпотентом. Відвідавши Грема, Енн виявила у нього серію відеокасет, кожна з яких називалася жіночим ім'ям. Проявивши наполегливість, Енн дізналася, що кожна касета містить сексуальну сповідь жінки. А ще вона дізналася, що так Грем отримує сексуальне задоволення.

## Нагороди
- Каннський кінофестиваль (1989):
- «Золота пальмова гілка» — Стівен Содерберг
- Найкраща чоловіча роль — Джеймс Спейдер
- Приз Міжнародної Федерації кінопреси — Стівен Содерберг

## Цікаві Факти
- Під час розмови з сестрою, Енн перегортує журнал, обкладинкою якого є постер радянського документального фільму Дзиги Вертова «Кіно-око» (1924).
- Деякі репліки що запам'ятовуються і дії зімпровізували самі актори. Наприклад, Спейдер і Макдауел запропонували зняти фінальну сцену на відкритому повітрі, і Спейдер зімпровізував на рахунок дощу, позаяк дійсно збирався дощ.
- Роль Енн писалася під Елізабет Макговерн.
- На ролі Грема і Джона пробувалися Девід Духовни і Девід Хайд Пірс.
- Сценарій був написаний за два тижні.
- В одній зі сцен відтворюється зроблений Гремом запис однієї з жінок. В цьому камео повинна була знятися Дженніфер Джейсон Лі. Було вирішено, що Дженніфер перед зйомками зніме на камеру її бойфренд, але актриса ніяк не могла знайти час для цього. Тоді, коли почалися зйомки, Стівен Содерберг попросив знятися для цієї ролі жінку зі знімальної групи.
- Режисер фільму Стівен Содерберг представив продюсерам список можливих назв фільму; серед них було і «46:02», до якого благоволив сам Содерберг (46:02 — фігурує в сценарії як тривалість відеозапису, зробленого Енн для Грема).